# Kościół Bożego Ciała w Għasri
Kościół Bożego Ciała (malt. Il-Knisja ta' Kristu Ewkaristiku Salvatur, ang. Corpus Christi Church) – rzymskokatolicki kościół parafialny w Għasri, na maltańskiej wyspie Gozo. Został konsekrowany w 1916.

## Historia
Kościół wiejski zaprojektował maltański ksiądz Dun Guzepp Diacono. Kamień węgielny pod budowę kościoła położono 6 września 1903. Kościół otrzymał wezwanie Bożego Ciała i został konsekrowany 9 stycznia 1916 roku.. 16 grudnia 1921 biskup Giovanni Maria Camilleri erygował parafię w Għasri.

## Kapłani parafialni
- Dun Ġużepp Vella (1922–1924)
- Dun M'Anġ Grima (1924–1929)
- Dun Salv Scicluna (1929–1937)
- Dun Franġisk Mercieca (1937–1938)